# Intercreativitat
La intercreativitat és la suma de dues paraules associades al fenomen d'Internet: interactivitat i creativitat. Aquest concepte és un dels exemples que mostren la idea del coneixement obert, és a dir, el lliure intercanvi de coneixements i sabers entre persones. Aquest concepte va ser fonamental pel desenvolupament de la xarxa de xarxes. El concepte d'intercreativitat va ser desenvolupat per Tim Berners-Lee.
La intercreativitat proporciona mecanismes perquè tota una comunitat pugui aportar els coneixements a un producte, de forma horitzontal i organitzada, segons explica Hugo Pardo Kuklinski (2005).
Berners-Lee per explicar el concepte ens diu el següent:
| «                    | "El procés de fer coses o resoldre problemes junts". [] "hem de ser capaços no només de trobar qualsevol tipus de document a la web, sinó també de crear qualsevol tipus de document, fàcilment ... Hauríem de ser capaços no només d'interaccionar amb altres persones, sinó crear amb altres persones " | » |
| — [Berners-Lee 1999] | |   |

Per tant, aquest autor fa referència al fet que no hem de ser simples consumidors d'informació sinó també creadors.
El concepte d'intercreativitat s'aproxima des d'una perspectiva tecnosocial al potencial col·laboratiu que hi ha darrere l'ús de les tecnologies a la xarxa, ja que el que es construeix és un ciberespai per compartir el coneixement entre persones, a través de xarxes de treball de cooperació recíproca. Aquest concepte és bàsic pel desenvolupament d'Internet, ja que no només promou la interactivitat entre persones per compartir els seus coneixements, sinó que sustenta la possibilitat de desenvolupar un coneixement cooperatiu que ajudi a augmentar els sabers de totes les persones que participen.
Berners-Lee explica que la noció d'intercreativitat no fa sols referència a l'acte interactiu, sinó que descriu el valor substantiu que ofereix l'evolució d'Internet i el seu potencial social, a través de la consolidació de xarxes de gestió del coneixement. La intercreativitat no només reforça la capacitat per transferir dades, sinó que va molt més enllà, assignen un valor estratègic al procés social d'intercanvi i a la construcció col·lectiva del saber. Va ser el mateix principi el que va impulsar Berners-Lee a crear la WWW (WorldWideWeb).